# Paya Laman
Paya Laman is een bestuurslaag in het regentschap Aceh Timur van de provincie Atjeh, Indonesië. Paya Laman telt 332 inwoners (volkstelling 2010).